# Monastère de Manastirica
Pour les articles homonymes, voir Manastirica.
Le monastère de Manastirica (en serbe cyrillique : Манастир Манастирица ; en serbe latin : Manastir Manastirica) est un monastère orthodoxe serbe situé à Manastirica, dans le district de Bor et dans la municipalité de Kladovo en Serbie.
Le monastère est dédié à la sainte Trinité,. Il abrite aujourd'hui une communauté de religieuses.

## Présentation
Le monastère se trouve dans l'est de la Serbie, sur les pentes du mont Miroč et au bord de la rivière Šajna dans la région de Ključ, à une vingtaine de kilomètres à l'ouest de Kladovo,.
Selon la tradition, il aurait été fondé au XIVe siècle par saint Nicodème de Tismana à l'époque du roi serbe Stefan Milutin,. Il est plusieurs fois mentionné dans des « defters » (recensements) ottomans de la seconde moitié du XVIe siècle ; il est ainsi enregistré dans les cadastres du sandjak de Vidin et de la nahija de Fetislam ; de 1560 à 1595, il paye une taxe de 150 akçe, notamment pour le froment, l'orge, le vin, les ruches, les fruits et les  moutons du domaine.
Faute de documents remontant au XVIIe siècle, les historiens perdent momentanément la trace du monastère ; en revanche, après le traité de Passarowitz en 1718, le monastère figure sur les cartes des possessions de l'archiduché d'Autriche et, en 1723, le monastère comptait 59 « pains » (foyers) ; en 1850, il ne comptait qu'un seul hiéromoine et était souvent déserté. Son église servait alors d'église paroissiale. La vieille église a été utilisée jusqu'aux années 1870 puis, comme elle s'était effondrée, le monastère a été fermé en 1883.
En 1900, une nouvelle église a été construite à la place de l'ancienne, à l'initiative de l'archimandrite Gavrilo, et le monastère a pu rouvrir ses portes mais, en 1931, il a perdu son indépendance et est devenu un métoque du monastère de Bukovo. À cause de l'instabilité du sol et de son caractère poreux, la voûte de l'église de 1900 s'est à son tour effondrée. Un projet émanant de l'Institut pour la protection de Niš a travaillé à la réhabilitation de l'édifice et, en 2003, l'évêque de l'éparchie du Timok Justin a de nouveau consacré l'église[réf. nécessaire].

## Articles connes
- Liste des monastères orthodoxes serbes
- Monuments culturels du district de Bor